# Grand prix Nihon SF
Le grand prix Nihon SF (日本SF大賞, Nihon esu efu taishō) est le prix japonais pour les meilleures œuvres de science-fiction, sélectionnées principalement par le SFWJ (日本SF作家クラブ, Nihon SF Sakka Club) . Ce prix est donné aux romans et aux œuvres de science-fiction dans divers genres. Il a été comparé au prix Nebula.

## Lauréats

### 1er-10e
| Année      | Lauréats                     | Œuvres ou activités                                    | Genre    |
| ---------- | ---------------------------- | ------------------------------------------------------ | -------- |
| 1er (1980) | Akira Hori (JA)              | Taiyōfū kōten (太陽風交点)                             | Roman    |
| 2e (1981)  | Hisashi Inoue                | Kirigiri-jin (吉里吉里人)                              | Roman    |
| 3e (1982)  | Masaki Yamada                | Saigo no teki (最後の敵)                               | Roman    |
| 4e (1983)  | Katsuhiro Ōtomo              | Dōmu (童夢)                                            | Manga    |
| 5e (1984)  | Chiaki Kawamata (JA)         | Genshi-gari (幻詩狩り)                                 | Critique |
| 6e (1985)  | Sakyō Komatsu                | Shuto shōshitsu (首都消失)                             | Roman    |
| 7e (1986)  | Musashi Kanbe                | Warai uchū no tabi geinin (笑い宇宙の旅芸人)           | Roman    |
| 8e (1987)  | Hiroshi Aramata (JA)         | Teito monogatari (帝都物語)                            | Roman    |
| 9e (1988)  | Ryō Hanmura                  | Misaki Ichirō no hankō (岬一郎の反抗)                  | Roman    |
| 9e (1988)  | Jun’ya Yokota et Shingo Aizu | Kaidanji, Oshikawa Shunrō (快男児・押川春浪)           | Critique |
| 10e (1989) | Baku Yumemakura              | Jōgen no tsuki wo taberu shishi (上弦の月を喰べる獅子) | Roman    |
| 10e (1989) | Osamu Tezuka                 | Prix spécial à Contributions pour SF japonais          |          |

### 11e-20e
| Année      | Lauréats               | Œuvres ou activités                                                      | Genre    |
| ---------- | ---------------------- | ------------------------------------------------------------------------ | -------- |
| 11e (1990) | Makoto Shiina (JA)     | Ad bird / Ad baado? (アド・バード)                                       | Roman    |
| 12e (1991) | Shinji Kajio (JA)      | Salamander senmetsu (サラマンダー殲滅)                                   | Roman    |
| 12e (1991) | Fujio Ishihara (JA)    | Prix spécial pour SF tosho kaisetsu sōmokuroku et "SF magazine" index,   |          |
| 13e (1992) | Yasutaka Tsutsui       | Asa no Gaspard (朝のガスパール)                                          | Roman    |
| 14e (1993) | Gorō Masaki (JA)       | Venus city (ヴィーナス・シティ)                                          | Roman    |
| 14e (1993) | Hisashi Kuroma (JA)    | Prix spécial à Contributions pour SF japonais                            |          |
| 15e (1994) | Mariko Ōhara           | Sensō wo enjita kamigami (戦争を演じた神々たち)                          | Roman    |
| 15e (1994) | Mari Kotani            | Joseijō muishiki (女性状無意識)                                          | Critique |
| 16e (1995) | Chōhei Kanbayashi (JA) | Kototsubo (言壷)                                                         | Roman    |
| 16e (1995) | Masahiro Noda (JA)     | Prix spécial pour "Kagaku shōsetsu" shinzui (「科學小説」神髄)           | Critique |
| 17e (1996) | Shūsuke Kaneko         | Gamera 2 (ガメラ2)                                                       | Anime    |
| 18e (1997) | Miyuki Miyabe          | Gamō-tei jiken (蒲生邸事件)                                              | Roman    |
| 18e (1997) | Hideaki Anno           | Shin-seiki Evangelion (新世紀エヴァンゲリオン)                           | Anime    |
| 19e (1998) | Hideaki Sena (JA)      | Brain Valley, 1 et 2 (BRAIN VALLEY（上・下）)                            | Roman    |
| 19e (1998) | Shin'ichi Hoshi        | Prix spécial à Contributions pour SF japonais                            |          |
| 19e (1998) | Masahiro Noda (JA)     | Prix spécial pour NHK Ningen daigaku "Uchū wo kūsō shitekita hitobito" , | TV       |
| 19e (1998) | Masahiko Inoue (JA)    | Prix spécial à Édition de Igyō Collection 1-6 (異形コレクション 1-6)     | Roman    |
| 20e (1999) | Motoko Arai            | Tigris to Euphrates (チグリスとユーフラテス)                             | Roman    |
| 20e (1999) | Ryu Mitsuse            | Prix spécial à Contributions pour SF japonais                            |          |

### 21e-30e
| Année      | Lauréats           | Œuvres ou activités                             | Genre    |
| ---------- | ------------------ | ----------------------------------------------- | -------- |
| 21e (2000) | Takayuki Tatsumi   | Nihon Sf ronsō-shi (日本SF論争史)               | Critique |
| 22e (2001) | Yūsaku Kitano (JA) | Kamekun (かめくん)                              | Roman    |
| 23e (2002) | Hideo Furukawa     | Arabia no yoru no shuzoku (アラビアの夜の種族)  | Roman    |
| 23e (2002) | Osamu Makino (JA)  | Kugutsu-kou (傀儡后)                            | Roman    |
| 24e (2003) | Tō Ubukata         | Marudukku scrumble (マルドゥック・スクランブル) | Roman    |
| 25e (2004) | Mamoru Oshii       | INNOCENSE (イノセンス)                          | Anime    |
| 25e (2004) | Tetsu Yano         | Prix spécial à Contributions pour SF japonais   |          |
| 26e (2005) | Hirotaka Tobi (JA) | Katadorareta chikara (象られた力)               | Roman    |
| 27e (2006) | Moto Hagio         | Barbara Ikai (バルバラ異界)                     | Manga    |
| 28e (2007) | Haduki Saishō (JA) | Hoshi Shin'ichi 1001-wa o tsukutta hito,        | Critique |
| 29e (2008) | Yūsuke Kishi       | Shin-sekai yori (新世界より)                    | Roman    |
| 29e (2008) | Mitsuo Iso         | Dennō coil (電脳コイル)                         | Anime    |
| 29e (2008) | Masahiro Noda      | Prix spécial à Contributions pour SF japonais   |          |
| 30e (2009) | Keikaku Itō (JA)   | Harmony (roman) (ハーモニー)                    | Roman    |
| 30e (2009) | Kaoru Kurimoto     | Prix spécial pour Guin Saga (グイン・サーガ)    | Roman    |

### 31e-40e
| Année      | Lauréats                     | Œuvres ou activités                                                          | Genre      |
| ---------- | ---------------------------- | ---------------------------------------------------------------------------- | ---------- |
| 31e (2010) | Yasuo Nagayama (JA)          | Nihon SF seishin-shi (日本SF精神史)                                          | Critique   |
| 31e (2010) | Tomihiko Morimi              | Penguin Highway (ペンギン・ハイウェイ)                                       | Roman      |
| 31e (2010) | Takumi Shibano (JA)          | Prix spécial à Contributions pour SF japonais                                |            |
| 31e (2010) | Hisashi Asakura (JA)         | Prix spécial à Contributions pour SF japonais                                |            |
| 32e (2011) | Sayuri Ueda (JA)             | Karyū no miya (華竜の宮)                                                     | Roman      |
| 32e (2011) | Jun'ya Yokota (JA)           | Prix spécial pour Kindai nihon kisō shōsetsu-shi, Meiji-hen,                 | Critique   |
| 32e (2011) | Sakyō Komatsu                | Prix spécial à services méritoires pour SF japonais                          |            |
| 33e (2012) | Ryōe Tsukimura               | Kiryūkeisatsu, jibaku jōkō (機龍警察 自爆条項)                               | Roman      |
| 33e (2012) | Yūsuke Miyauchi (JA)         | Banjō no yoru (盤上の夜)                                                     | Roman      |
| 33e (2012) | Keikaku Itō et Tō Enjō       | Prix spécial pour Shisha no Teikoku (屍者の帝国),                            | Roman      |
| 34e (2013) | Denpō Torishima (JA)         | Kaikin no To (皆勤の徒)                                                      | Roman      |
| 34e (2013) | Nozomi Ōmori (JA)            | Prix spécial pour Édition de NOVA kakioroshi nihon SF collection,            | Roman      |
| 34e (2013) | Yūsuke Miyauchi              | Johannesburg no tenshi-tachi,                                                | Roman      |
| 35e (2014) | Taiyō Fujii                  | Orbital Cloud (オービタル・クラウド)                                         | Roman      |
| 35e (2014) | Satoshi Hase (JA)            | My humanity (My Humanity)                                                    | Roman      |
| 35e (2014) | Kazumasa Hirai               | Prix à services méritoires pour SF japonais                                  |            |
| 36e (2015) | Kōshū Tani (JA)              | Columbia zero, Shin kōchū uchūgunshi,                                        | Roman      |
| 36e (2015) | Hiroyuki Morioka             | Toppen (突変)                                                                | Roman      |
| 36e (2015) | Osamu Makino (JA)            | Prix spécial pour Gessekai shōsetsu (月世界小説)                             | Roman      |
| 36e (2015) | Noriyoshi Ōrai (JA)          | Prix à services méritoires pour SF japonais                                  | Arts       |
| 37e (2016) | Yumiko Shirai                | WOMBS (WOMBS)                                                                | Manga      |
| 37e (2016) | Hideaki Anno                 | Prix spécial pour Shin Godzilla (シン・ゴジラ), directeur général            | Film       |
| 37e (2016) | Shinji Higuchi               | Prix spécial pour Shin Godzilla (シン・ゴジラ), directeur                    | Film       |
| 37e (2016) | Katsurō Onoue (JA)           | Prix spécial pour Shin Godzilla (シン・ゴジラ), directeur adjoint            | Film       |
| 38e (2017) | Satoshi Ogawa (JA)           | Game no ōkoku (ゲームの王国)                                                 | Roman      |
| 38e (2017) | Hirotaka Tobi (JA)           | Jisei no yume (自生の夢)                                                     | Roman      |
| 38e (2017) | Kōichi Yamano (JA)           | Prix à services méritoires pour SF japonais                                  |            |
| 39e (2018) | Yūko Yamao                   | Tobu kujaku (飛ぶ孔雀)                                                       | Roman      |
| 39e (2018) | Tō Enjō                      | Mojika (文字禍)                                                              |            |
| 39e (2018) | Jun'ya Yokota                | Prix à services méritoires pour SF japonais                                  |            |
| 40e (2019) | Issui Ogwa                   | Tenmei no shirube (天冥の標) (10 toms)                                       | Roman      |
| 40e (2019) | Denpō Torishima              | Yadokari no hoshi (宿借りの星)                                               | Roman      |
| 40e (2019) | Nozomi Ōmori et Sanzō Kusaka | Prix spécial pour Nenkan Nihon SF kessaku-sen (年刊日本ＳＦ傑作選) (12 toms) | Anthologie |
| 40e (2019) | Taku Mayumura                | Prix à services méritoires pour SF japonais                                  |            |
| 40e (2019) | Hideo Azuma                  | Prix à services méritoires pour SF japonais                                  |            |
| 40e (2019) | Takashi Ogawa (sf)           | Prix spécial par président pour SF japonais                                  |            |
| 40e (2019) | Kei Hoshi                    | Prix spécial par président pour SF japonais                                  |            |

### 41e-50e
| Année      | Lauréats                                                                         | Œuvres ou activités                                                                    | Genre      |
| ---------- | -------------------------------------------------------------------------------- | -------------------------------------------------------------------------------------- | ---------- |
| 41e (2020) | Hiroe Suga                                                                       | Yorokobi no uta - hakubutsukan wakusei III (歓喜の歌 博物館惑星Ⅲ)                      | Roman      |
| 41e (2020) | Jōji Hayashi (ja)                                                                | Seikei Izumo no heitan (星系出雲の兵站) (9 toms)                                       | Roman      |
| 41e (2020) | Tōya Tachihara (ja)                                                              | Prix spécial pour Traductions et introductions des œuvres de science-fiction chinoises |            |
| 41e (2020) | Yasumi Kobayashi                                                                 | Prix à services méritoires                                                             |            |
| 42e (2021) | Fumi Yoshinaga                                                                   | Ōoku (大奥)                                                                            | bd (Manga) |
| 43e (2022) | Yoshio Aramaki                                                                   | SF-suru Shikō, Aramaki Yoshio hyōron shūsei (SFする思考 荒巻義雄評論集成)              | Critique   |
| 43e (2022) | Masakuni Oda (ja)                                                                | Zangetsuki (残月記)                                                                    | Roman      |
| 44e (2023) | Satoshi Hase                                                                     | Protocol of Humanity (プロトコル・オブ・ヒューマニティ)                                | Roman      |
| 44e (2023) | Takashi Ishikawa (ja), Aritsune Toyota (ja), Yuki Hijiri (ja) et Leiji Matsumoto | Prix spécial d'excellence                                                              |            |
| 45e (2024) | Haruko Ichikawa (ja)                                                             | L'Ère des Cristaux                                                                     | Manga      |